# Johann Anastasius Freylinghausen

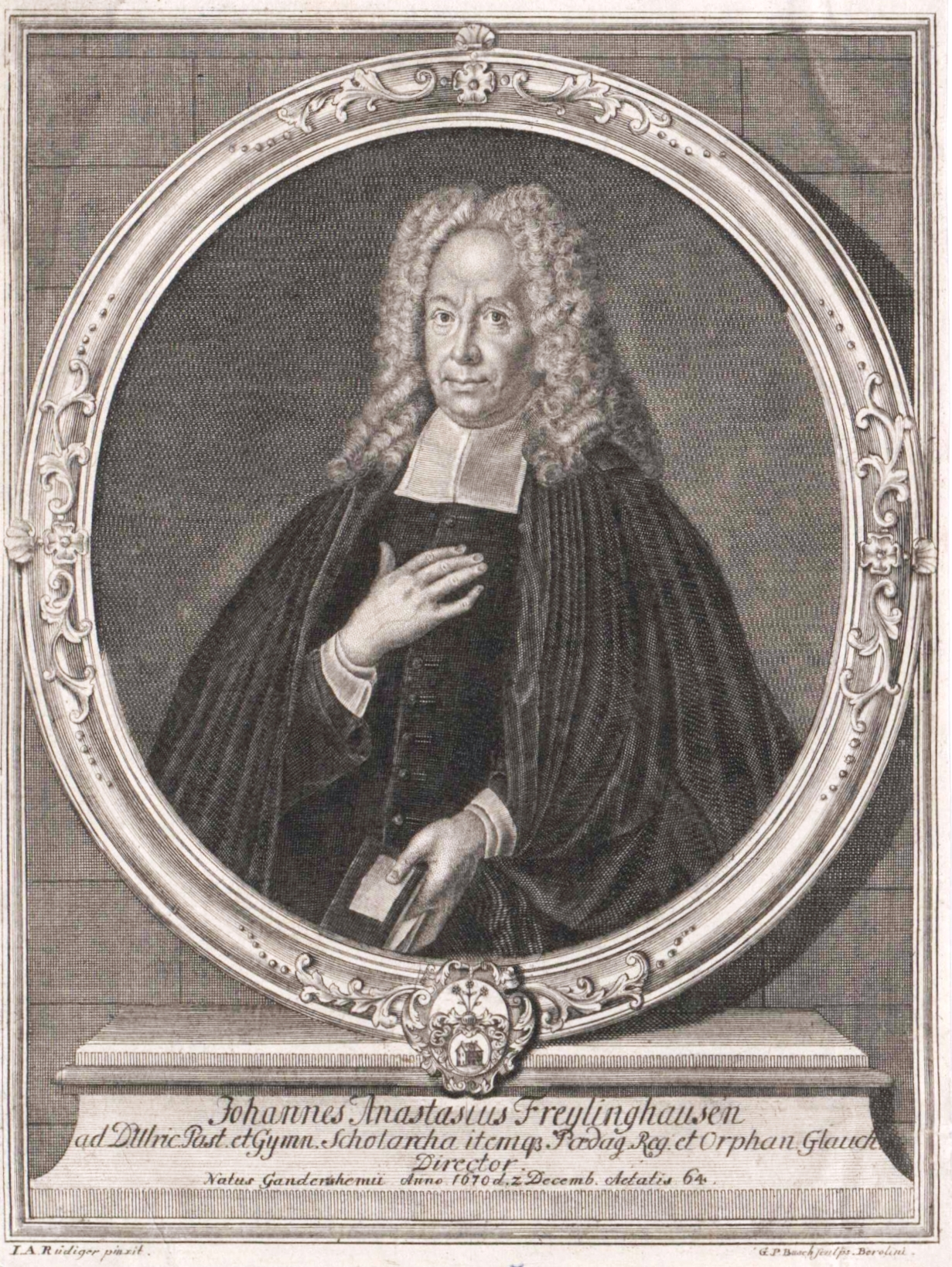
Porträt Freylinghausens, 1734 (aetatis 64)

Johann Anastasius Freylinghausen (* 2. Dezember 1670 in Gandersheim; † 12. Februar 1739 in Halle (Saale)) war ein Theologe der pietistischen Halleschen Schule und als Schüler und Nachfolger von August Hermann Francke, der zugleich sein Schwiegervater war, der zweite Direktor der Franckeschen Stiftungen.

## Leben
Freylinghausen studierte in Jena Theologie, lernte Joachim Justus Breithaupt kennen, wurde in Halle von August Hermann Francke für den Pietismus gewonnen, wurde 1695 dessen Assistent im Predigtamt in Glaucha. Als Francke 1715 die Pfarrstelle an St. Ulrich übernahm, folgte ihm Freylinghausen dahin als Assistent. 1727 folgte er Francke als Pfarrer in der St. Ulrichskirche nach.   1739 starb er in Halle als Pfarrer von St. Ulrich und Direktor des Waisenhauses und Pädagogiums.
Freylinghausens Bedeutung liegt neben seiner administrativen Leistung vor allem auf dem Gebiete der Hymnologie. Er selbst dichtete 44 geistliche Lieder, veranstaltete aber mehrere größere Liedersammlungen. Sein Geistreiches Gesangbuch mit 1500 älteren und neueren geistlichen Liedern wurde als Freylinghausensches Gesangbuch weithin bekannt. Es erlebte seit dem Erscheinen des ersten Teils 1704 schnell nacheinander mehrere Auflagen und wurde prägend für eine ganze Generation von Gesangbüchern. In diesem Gesangbuch wurden vier geistliche Lieder von J. J. Breithaupt veröffentlicht. Im Evangelischen Gesangbuch findet sich unter EG 356 das Lied Es ist in keinem andern Heil, kein Name sonst gegeben, ein Lied von Freylinghausen, zu dem er den Text der ersten Strophe geschrieben hat. Im Gotteslob steht unter GL 272 das Lied Zeige uns, Herr, deine Allmacht und Güte mit einem Text von Raymund Weber, dessen Melodie Freylinghausen 1708 für sein Gesangbuch verfasste.

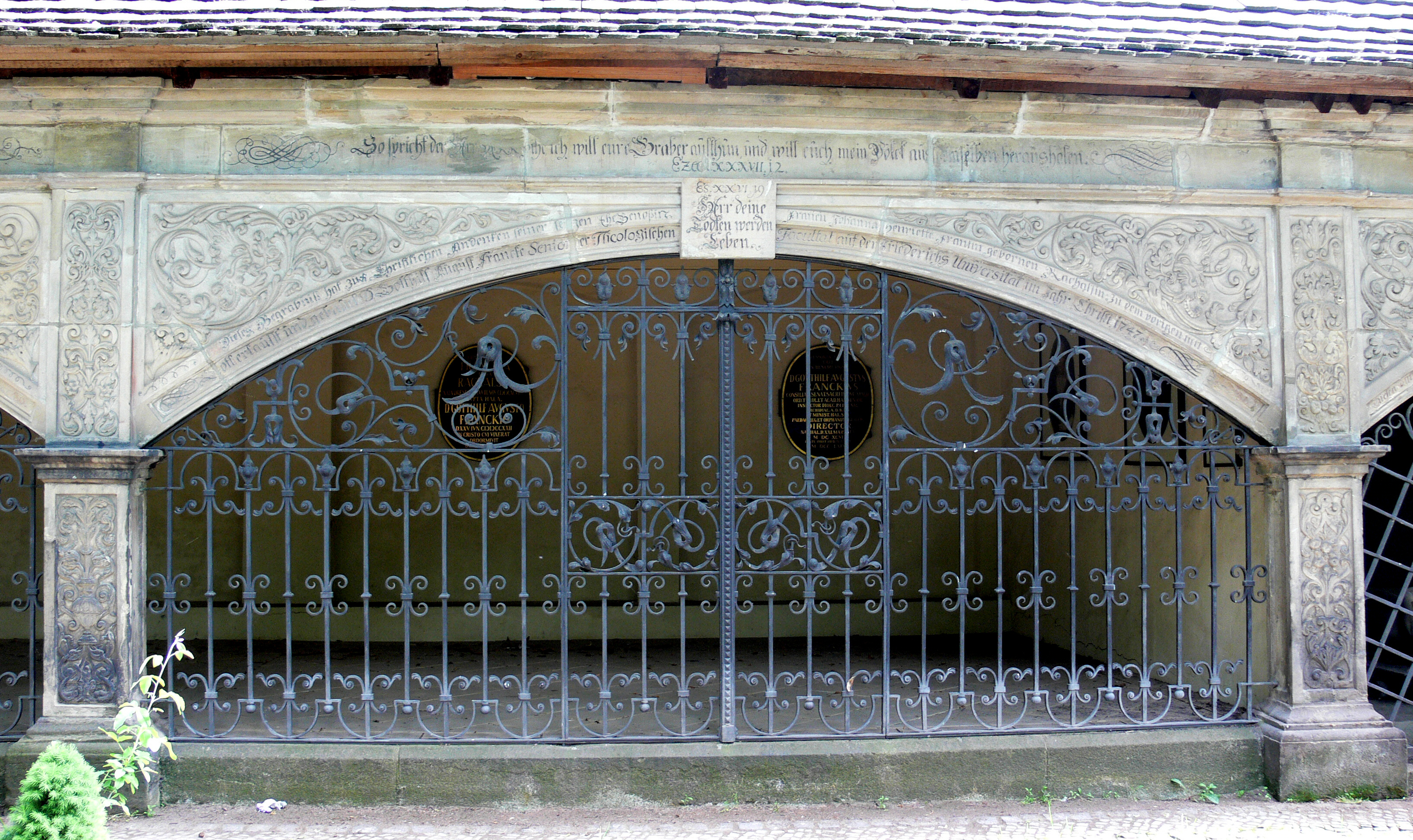
Franckesche Familiengruft mit Grab von Freylinghausen

Seine Grundlegung der Theologie ist viel gelesen und bis 1744 vierzehnmal aufgelegt worden.
Er war seit 1715 verheiratet mit Franckes Tochter, seiner eigenen Patentochter, der 27 Jahre jüngeren Johanna Sophia Anastasia Francke (1697–1771). Das Paar hatte einen Sohn, Gottlieb Anastasius Freylinghausen, der später ebenfalls Direktor des Waisenhauses wurde, und zwei Töchter. Eine von ihnen war Auguste Sophie (1717–1763), die Johann Konrad Philipp Niemeyer (1711–1767) ehelichte, der Archidiakon in Halle war. Unter ihren gemeinsamen Kindern waren die Theologen David Gottlieb und August Hermann Niemeyer. Johann Anastasius Freylinghausen wurde auf dem halleschen Stadtgottesacker (Bogen 80/81) in der Familiengruft von August Hermann Francke bestattet.
Der große Saal in den Franckeschen Stiftungen ist nach ihm benannt.

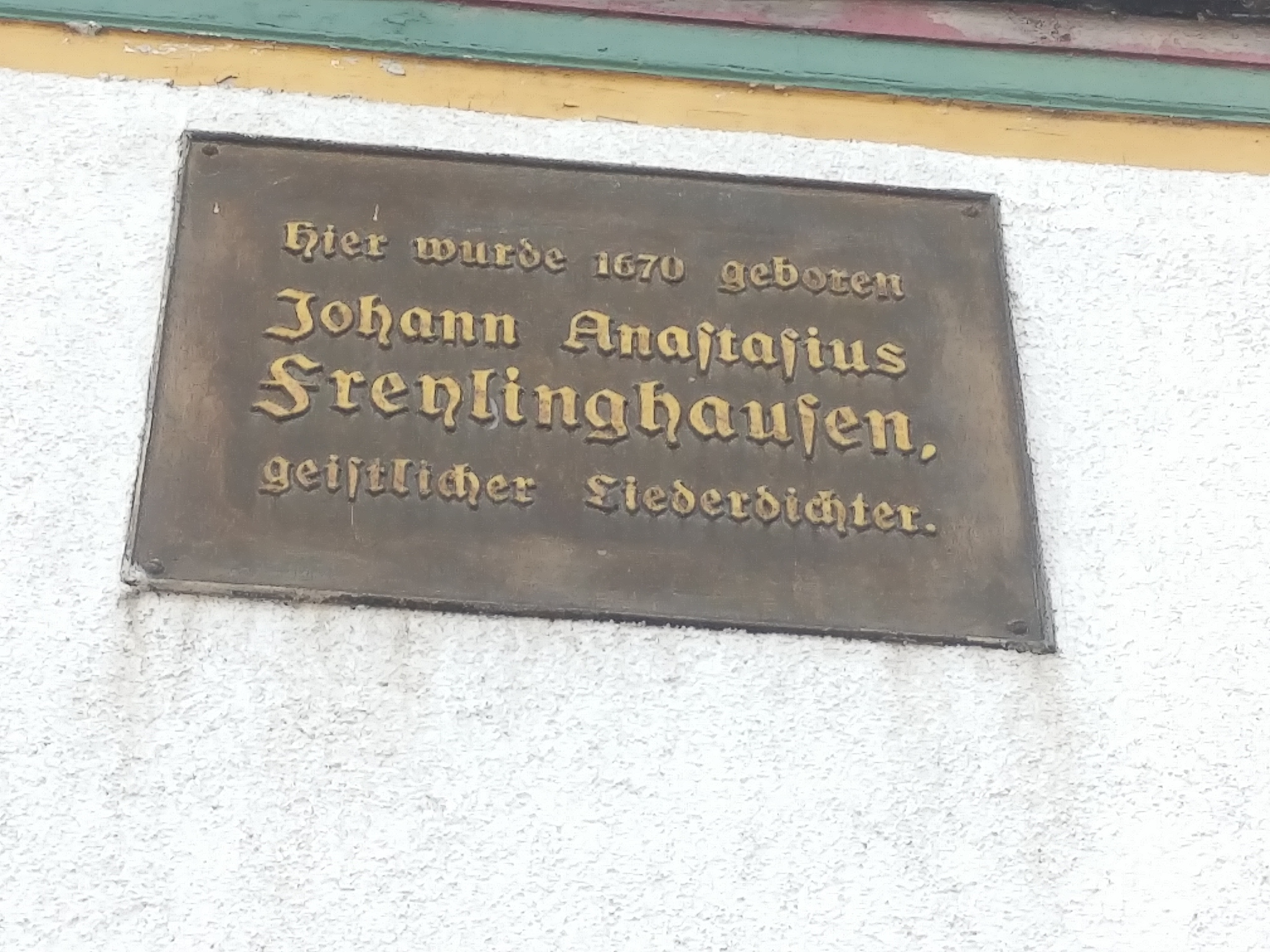
Gedenktafel am Geburtshaus Markt 5 in Bad Gandersheim

## Schriften
- Grundlegung der Theologie. Verlag des Waysenhauses, Halle 1703
  - Nachdruck, mit einer Einleitung herausgegeben von Matthias Paul. Olms-Weidmann, Hildesheim 2005, ISBN 3-487-12764-4.
- Geist-reiches Gesang-Buch. Verlag des Waysenhauses, Halle 1704 (Digitalisat der 3. Ausgabe 1706)
- Compendium oder kurzer Begriff der ganzen christlichen Lehre 34 Artikeln. Nebst einer Summarischen Vorstellung der Göttlichen Ordnung des Heyls, in Frage und Antwort. Verlag des Waysenhauses, Halle 1707 (Digitalisat der Ludwig-Maximilians-Universität München).